# Sphingonotus lobutatus
Sphingonotus lobutatus är en insektsart som beskrevs av Heinrich Hugo Karny 1910. Sphingonotus lobutatus ingår i släktet Sphingonotus och familjen gräshoppor. Inga underarter finns listade i Catalogue of Life.